# Frank Kabui
Frank Utu Ofagioro Kabui (Malaita, 1945/1946) es un político salomonense, que ocupa el cargo de Gobernador General de las Islas Salomón desde el 7 de julio de 2009 hasta el 7 de julio de 2019.
Además de su carrera política, estudió derecho en la Universidad de Papúa Nueva Guinea, licenciándose en 1975, dedicándose a la carrera judicial.
Fue elegido Gobernador General por el Parlamento Nacional en la cuarta ronda de votaciones. En todas las rondas fue el más votado. En la última obtuvo treinta votos, por ocho de Edmund Andresen, presidente de la Comisión de Servicio Público, y siete de Nathaniel Waena, su antecesor en el cargo. Posteriormente fue refrendado oficialmente en el cargo por la Reina Isabel II.